# Дельгадо, Рохелио
Рохелио Вильфридо Дельгадо Каско (исп. Rogelio Wilfrido Delgado Casco; 12 октября 1959, Асунсьон) — парагвайский футболист, игравший на позиции защитника. В составе сборной – участник трех Кубков Америки и чемпионата мира 1986 года. На клубном уровне – шестикратный чемпион Парагвая, чемпион Аргентины, чемпион Чили, обладатель Кубка Либертадорес и Межконтинентального кубка.

## Карьера
Дельгадо является воспитанником футбольного клуба  «Олимпия», где он сумел завоевать Кубок Либертадорес и Межконтинентальный кубок в 1979 году. Кроме того, на протяжении своей карьеры в данном клубе, Дельгадо шесть раз выигрывал чемпионат Парагвая.
Дельгадо также играл за аргентинскую команду  «Индепендьенте». Здесь он выиграл чемпионат Аргентины в сезоне 1988/89. Кроме того, Дельгадо выступал в составе «Универсидад де Чили», где он сумел выиграть чемпионат Чили в 1994 году.
В 1994 году он завершил свою игровую карьеру и решил посвятить себя тренерской работе. В 1995 году он вернулся на поле в качестве игрока, чтобы сыграть один матч за «Коло-Коло» в Суперкубке Либертадорес.

### Сборная
Дельгадо принимал активное участие в соревнованиях на международном уровне в качестве игрока сборной Парагвая. В 1979 году он попал в состав сборной Парагвая до 20 лет, для участия на чемпионате мира. Дебют Дельгадо в основной сборной Парагвая состоялся 2 июня 1983 года, в товарищеском матче против Уругвая, матч завершился в ничью со счетом 0:0.
За национальную сборную Дельгадо сыграл 53 матча и забил шесть голов. Более того, Дельгадо принял участие в качестве игрока сборной Парагвая в чемпионате мира по футболу 1986 года, который проходил в Мексике. Он также принял участие в трех розыгрышах Кубка Америки в 1983, 1987 и 1989 годах.

## Достижения

### Клубные
- «Олимпия»
  - Чемпионат Парагвая (6): 1978, 1979, 1981, 1982, 1983, 1985
  - Кубок Либертадорес (1): 1979
  - Межконтинентальный кубок (1): 1979
  - Межамериканский кубок (1): 1979
- «Индепендьенте»
  - Чемпионат Аргентины (1): 1988/89
- «Универсидад де Чили»
  - Чемпионат Чили (1): 1994